# Linh dương đồng cỏ Cape
Linh dương đồng cỏ Cape (tên khoa học Kobus leche venterae) là một phân loài của loài linh dương đồng cỏ Kobus leche. Chúng là một phân loài nay đã tuyệt chủng của đa dạng của Lechwe đỏ mà trước đây đã phân bố ở vùng Tây Bắc, Gauteng, Free State, Northern Cape, và Eastern Cape tỉnh của Nam Phi.

## Phân bố
Giống như các phân loài khác trong nhóm leche, Các con linh dương Cape ở vùng đầm lầy rộng lớn và bãi bồi ngập đồng với cỏ nở rộ trên khắp các vùng đồng bằng rộng lớn của các tỉnh của nước Cộng hòa Nam Phi trong quá khứ không xa. Các giới hạn phía nam ước tính của loài linh dương Cape với phạm vi trong tỉnh Eastern Cape dường như đã được các cao nguyên trung tâm đó là Highveld thuộc Nam Phi, vùng ven Cradock và Tarkastad.

## Mô tả
Linh dương Cape có chiều cao từ 90–100 cm tính đến vai và đứng đầu cân nặng giữa 70–120 kg. Trong tất cả các xác suất chúng đã được đánh dấu tương tự như linh dương Lechwe đỏ phân loài leche, màu sắc của chung là màu nâu vàng với một cái bụng màu trắng. Do đó con đực sẫm màu, nhưng màu sắc chung của chúng rất khác nhau tùy thuộc vào phân cấp loài đặc trưng sinh thái phía Nam.
Chúng có những chiếc sừng có cấu trúc xoắn ốc dài là mơ hồ hình đàn lia, và chỉ được tìm thấy ở con đực. Chân sau của chúng là dài hơn một chút theo tỷ lệ so với linh dương khác, như với tất cả các phân loài trong nhóm leche Kobus, để dễ dàng chạy đường dài trong đất ẩm ướt, ngập nước, và đầm lầy. Chân chúng được phủ một chất chống thấm nước cho phép chúng chạy khá nhanh trong đièu kiện nước sâu đến đầu gối.

## Tập tính
Linh dương Cape như với các phân loài còn sinh tồn khác, là có chuyên biệt cao trong các yêu cầu môi trường sống của chúng, với nước là trung tâm của sự tồn tại của chúng. Đây là trường hợp, Lechwe nói chung ít khi đi xa hơn từ 2-3 cây số từ một nguồn nước thường xuyên. Những môi trường sống ngoài nước sâu đến đầu gối đã được sử dụng để bảo vệ chống lại kẻ thù.
Ám ảnh đặc trưng của chúng, như với các phân loài còn sinh tồn, là vùng ngập ngập nông ở ngoại vi của các con sông, hồ và đầm lầy, và đặc biệt là trên các ecotone, những môi trường sống hình thành với giấy cói Cyperus papyrus, cả Phragmites australis và lau sậy Phragmites mauritianus, các loại cỏ thủy sinh cao. Lechwe hoạt động cả ngày đêm. Chúng tập trung ở các đàn mà có thể bao gồm nhiều hàng ngàn cá thể. Các đàn thường được tất cả của một quan hệ tình dục nhưng trong mùa giao phối.